# Светослав Вуцов
Светослав Вуцов е български футболист, вратар. Вуцов е син на бившия играч на „Левски“ (София), Велислав Вуцов и внук на легендата на клуба Иван Вуцов.
Юноша е на „Левски“ (София), „Царско село“ и „Септември“ (София). Заиграва в първия тим на „Славия“ през 2020 година. Дебютира на вратата на елитния тим в двубоя срещу „Етър“, влизайки в игра през второто полувреме, след като титулярният страж на „белите“ Георги Петков се контузва. Изиграва за „Славия“ 133 мача и в началото на 2025 г. напуска клуба.
На 24 февруари 2025 г. преминава в отбора на „Левски“ (София), като подписва договор до лятото на 2027 г. Завръщането на юношата на клуба е приветствано от ръководството и сините фенове.
Много силен мач вратарят прави на 17 юли 2025 г. в квалификация за Лига Европа. На неутрален терен в Унгария „Левски“ завършва с израелския „Апоел Беер Шевас“ 0:0 в редовното време и 1:1 след продълженията. Така се стига до дузпи. И двата отбора пропускат първата и реализират четвъртата от тях. Светослав Вуцов спасява втория и третия удар на Кангва и Тургеман и донася победата на „Левски“ с 3:1, която го класира за следващия етап. Футболистът посвещава победата на дядо си Иван Вуцов.
На 11 ноември 2021 г. прави дебют за представителния отбор на България, като до 18 юли 2025 г. има 7 мача с националната фланелка.
Светослав има още двама братя – Иван и Петър. Петър Вуцов е професионален футболист в тима на „Славия“ (София).

## Обвинения в расизъм
Габонският футболист Гаетан Миси Мезу обвинява Вуцов в расизъм през април 2021 г., заявявайки, че Вуцов го е нарекъл „маймуна“ по време на футболен мач. Вуцов отрича обвиненията, твърдейки, че го е нарекъл „симулант“ и че той самият е крайно против расизма.